# Sweet Charity (musical)
Sweet Charity è un musical diretto e coreografato nel 1966 per Broadway da Bob Fosse, insieme alla moglie Gwen Verdon e al noto attore statunitense John McMartin. Le musiche sono di Cy Coleman, i testi di Dorothy Fields e il libro da cui è tratto di Neil Simon. Il Musical si basa sulla sceneggiatura di Federico Fellini con palesi riferimenti al suo film drammatico Le notti di Cabiria. Lo spettacolo esordisce a Broadway il 25 gennaio del 1966, viene nominato per 9 Tony Award ma vince solo quello per la migliore coreografia. Viene messo in scena anche nel West End.
Il Musical debutta sul grande schermo nel 1969, sempre diretto e coreografato da Bob Fosse ma con protagonisti Shirley MacLaine e John McMartin. Nel 1986 viene riproposto a Broadway (interpretato da Debbie Allen), vincendo 4 Tony Award: Miglior Revival, Miglior Attore in un Musical (Michael Rupert), Miglior Attrice in un Musical (Bebe Neuwirth), Miglior Costume (Patricia Zipprodt).

## Trama

### Atto I
Charity Hope Valentine è una Taxi dancer, cioè una partner professionale di danza (il nome deriva dal fatto che il ballerino, come con il tassista, ha retribuzione proporzionale al tempo che passa sulla pista) al Fandango di New York.  È una ragazza semplice con una borsa a tracolla. Incontra Charlie, il suo ragazzo, al Central Park, e lo prende in giro perché si dà troppe arie. Charlie allora le ruba la borsa, spinge la ragazza nel lago del parco e scappa. 
Nella Hostess Room del Fandango, mentre si lavora ("Big Spender"), Helene e Nickie cercano di consolare Charity per l'assenza di Charlie ("Monologo di Charity"). 
Finito di lavorare, davanti all'uscita del Pompeii Club, Charity incontra un famoso attore, Vittorio Vitale, che, pur impegnato a discutere con l'amante Ursula, appena vede Charity la invita ad entrare nel locale. Vittorio ha voglia di ballare ma la ragazza, non avendo fatto colazione, sviene; quando si riprende i due si dirigono verso l'appartamento dell'attore ("Your Apartment"). Sdraiata sul letto di Vittorio, Charity afferma che non ha più fame ma ne approfitta e chiede all'attore una foto autografata per dimostrare alle colleghe che lei è stata davvero nel suo appartamento. Mentre Vittorio raccoglie gli oggetti scenici dei suoi vecchi film per darle ulteriori prove, Charity finalmente crede di essere fortunata ("If My Friends Could See Me Now"). Poco dopo però arriva Ursula e la povera Charity sarà costretta a passare tutta la notte dentro un armadio ("Too Many Tomorrows"). 
Il giorno seguente alla Hostess Room Nickie annuncia che non resterà per sempre al Fandango e cerca di convincere le altre ragazze a sognare in grande ("There's Gotta Be Something Better Than This"). 
Un giorno Charity, alla ricerca di nuove opportunità, rimane bloccata in ascensore insieme a Oscar Lindquist, un timido assicuratore. Dopo averlo aiutato a superare la sua claustrofobia  ("I'm the Bravest Individual"), Charity e il giovane cadono nel panico quando le luci smettono di funzionare.

### Atto II
Dopo essere rimasti intrappolati in ascensore, Charity e Oscar vengono finalmente salvati. L'uomo chiede a Charity di accompagnarlo in chiesa e lei accetta. La chiesa, che sembra avere parvenze di cultura Hippie ("The Rhythm of Life") subisce un'irruzione della polizia che mette fine alla riunione.
In metropolitana, Oscar cerca di indovinare il lavoro di Charity, pensando che lei lavori in una banca, poi le bacia la mano e la chiama Sweet Charity ("Sweet Charity"). Dopo due settimane, la giovane non ha ancora rivelato il suo vero lavoro. Al parco divertimenti di Coney Island rimangono di nuovo intrappolati ma questa volta è la ragazza a essere spaventata e ancora una volta non ha il coraggio di rivelare qual è il suo vero lavoro.
Charity, ormai disgustata dall'ambiente in cui lavora, decide di licenziarsi, senza sapere ancora quale sia l'alternativa ("Where Am I Going?"), così chiede a Oscar di incontrarla. Finalmente ammette che è una Taxi Dancer ma Oscar le confida di saperlo già perché l'aveva seguita e le chiede di sposarla.
Dopo la festa di addio al Fandango ("I Love to Cry at Weddings"), mentre camminano nel parco, Oscar confessa a Charity di volerla lasciare e dopo averla spinta nel lago, scappa. Riemergendo dal lago, Charity, parlando direttamente al pubblico, chiede: "Avete mai avuto uno di quei giorni?". Riconosce che, a differenza di Charlie, Oscar almeno non le ha rubato la borsa. La ragazza alzando le spalle ripropone il ballo di apertura.

## Numeri musicali
Atto I
- "Overture"
- "Charity's Theme" - Oscar
- "You Should See Yourself" - Charity
- "Big Spender" - Nickie, Helene e le ragazze
- "Charity's Soliloquy" - Charity
- "Rich Man's Frug" - Compagnia
- "If My Friends Could See Me Now" - Charity
- "Too Many Tomorrows" - Vittorio
- "There's Gotta Be Something Better Than This" - Nickie, Helene e Charity
- "I'm The Bravest Individual" - Charity e Oscar.

Atto II
- "The Rhythm Of Life" - Daddy Brubeck e la compagnia
- "Baby, Dream Your Dream" - Nickie e Helene
- "Sweet Charity" - Oscar
- "Where Am I Going?" - Charity
- "I'm A Brass Band" - Charity e la compagnia
- "I Love To Cry At Weddings" - Herman, Rosie, Nickie, Helene e la compagnia

## Personaggi
- Charity Hope Valentine, la ragazza che voleva essere amata. Contralto
- Oscar Lindquist, l'uomo di cui Charity si innamora e alla fine sposa. Baritono
- Charlie, il primo ragazzo di Charity.
- Nickie and Helene, le migliori amiche di Charity, lavorano insieme al Fandango. Contralti
- Herman, il direttore del Fandango. Tenore
- Vittorio Vidal, famoso attore italiano. Baritono/ Tenore
- Ursula March, la fidanzata di Vittorio.
- Daddy Johann Sebastian Brubeck, l'enigmatico leader della chiesa. Baritono
- Carmen, una ballerina del Fandango.
- Rosie, nuova ballerina del Fandango. Soprano
- Suzanne, Frenchie, Betsy,  e Elaine, ballerine del Fandango.

## Contesto storico
Sweet Charity si colloca nel periodo della lotta per l'uguaglianza sessuale e riprende temi del movimento femminista; è proprio in questi anni che Bob Fosse, direttore e regista del Musical, si inserisce nella Golden Age del teatro musicale. Sweet Charity è una novità nella storia del musical: mentre la trama è guidata dalla storia di Charity e dei suoi tre pretendenti, Charlie, Vittorio Vidal e Oscar Lindquist, lo spettacolo è guidato dalla direzione altamente teatrale di Fosse e dal suo originale vocabolario fisico. Lo stile di Fosse si ispira a quello di Jack Cole, padre della Broadway jazz dance. Gwen Verdon, attrice protagonista di Sweet Charity, nonché moglie e ispirazione di Fosse, è stata assistente di Jack Cole per sette anni. Lo stile di Fosse si sofferma su movimenti isolati. Le coreografie e l'abilità registica di Fosse hanno fatto sì che Sweet Charity sia stato replicato per un anno e mezzo ininterrottamente.

## Produzioni

### Produzione originale (1966)
Il musical esordisce a Broadway al Palace Theatre il 29 gennaio 1966 e viene chiuso il 15 luglio 1967 dopo 608 spettacoli e 10 anteprime. È stato ideato, diretto e coreografato da Bob Fosse e interpretato da Gwen Verdon, John McMartin, Helen Gallagher, Thelma Oliver, James Luisi, Arnold Soboloff e Sharon Ritchie. La produzione, nominata per 9 Tony Awards, vince soltanto il premio per la migliore coreografia.
Il musical poi viene riproposto a Londra al Prince of Wales Theatre nell'ottobre del 1967, con 476 repliche. Charity questa volta viene interpretata da Juliet Prowse e in seguito da Gretchen Wyler.

### Revival di Broadway (1986)
Il 27 aprile 1986 il musical viene riproposto a Broadway al Minskoff Theater e viene chiuso il 15 marzo 1987, per un totale di 369 spettacoli e 15 anteprime. Di nuovo diretto e coreografato da Bob Fosse, il cast è composto da:
Debbie Allen, Mark Jacoby, Irving Allen Lee, Bebe Neuwirth, Carrie Nygren, Michael Rupert, Celia Tackaberry, Lee Wilkof, Allison Williams. La scenografia è curata da Robert Randolph e i costumi sono creati da Patricia Zipprodt. La moglie di Fosse, Gwen Verdon (la Charity originaria del 1966), riprende le coreografie con Fosse insegnando gran parte dei numeri di ensemble alla compagnia. La produzione vince quattro premi Tony: Miglior Revival, Miglior Attore in un Musical (Michael Rupert), Miglior Attrice in un Musical (Bebe Neuwirth),  Miglior Costume (Patricia Zipprodt).

### Concerto di beneficenza (1998)
Il 15 giugno del 1998 la compagnia organizza un concerto di beneficenza per la Fondazione America per l'AIDS e per la Broadway Cares/Equity Fights AIDS. Ad aprire lo spettacolo al pianoforte è il compositore Cy Coleman; a seguire si alternano diverse performance delle "veterane" Charity: Chita Rivera, Debbie Allen, Bebe Neuwirth, Gwen Verdon, Donna McKechnie..

### Revival di Londra (1998)
Il 19 maggio del 1998 il musical viene riproposto a Londra al Victoria Palace Theatre, per chiudere il 15 agosto dello stesso anno. Questa volta è stato diretto da Carol Metcalfe e coreografato da Stephen Mear, con Bonnie Langford nel ruolo di Charity, Mark Wynter nel ruolo di Vittorio, Cornell John nel ruolo di Oscar.

### Secondo revival di Broadway (2005)
Il 4 maggio 2005 all'Hirschfeld Theatre di Broadway il Musical riapre dopo aver fatto diverse anteprime in tre città: Minneapolis, Chicago, Boston. Ad interpretare il ruolo di Charity questa volta è Christina Applegate che, dopo la prima avvenuta il 25 gennaio 2005 a Minneapolis e chiusa circa un mese dopo, il 20 febbraio, viene sostituita da Charlotte D'Amboise. Successivamente la produzione si sposta a Boston ma viene ben presto chiusa per mancanza di riscontro del pubblico. Tuttavia, pochi giorni dopo, la Applegate riesce a convincere la produzione a riaprire lo spettacolo insieme a Denis O'Hare ed Ernie Sabella. Lo spettacolo viene nominato per tre premi Tony, tra cui Migliore Revival di un Musical e per la Migliore Attrice in un Musical. Il Musical si conclude a Broadway il 31 dicembre 2005 dopo 279 repliche.

### Versione italiana (2006)
Il 5 maggio 2006 Sweet Charity - Il musical debutta nella versione italiana al Teatro della Luna di Assago, prodotto dalla Compagnia della Rancia, per la regia di Saverio Marconi, le coreografie di Luca Tommassini, le musiche di Cy Coleman riadattate da Fabio Testi, interpretato dalla showgirl Lorella Cuccarini nel ruolo di Charity, con Cesare Bocci (Oscar), Gianni Nazzaro (Vidal), Carlo Reali (Herman), Crescenza Guarnieri (Nickie), Ketty Roselli (Ursula). Lo spettacolo è stato riproposto nella stagione 2006-07 a Trieste, Milano, Roma e Napoli.

### Secondo revival di Londra (2009)
Il musical viene riproposto a Londra nella Fabbrica di Cioccolato Menier il 21 novembre 2009 e chiuso il 7 marzo 2010. A interpretare il ruolo di Charity è Tamzin Outhwaite, che riesce a portare al personaggio una ventata di energia e di purezza cercando di non imitare l'eccentrica Shirley MacLaine del film. Lo show viene rispolverato e dotato di nuova vitalità e freschezza. Il musical viene nuovamente riproposto il 4 maggio 2010 al Theatre Royal con Tamzin Outhwaite nel ruolo di Charity e Mark Umbers nel triplice ruolo di Charlie, Oscar e Vittorio, mentre Josefina Gabrielle interpreta sia Nickie che Ursula e Tiffany Graves ha il ruolo di Helene. Questa produzione riceve tre candidature ai Tony Award: Miglior Revival di un Musical, Migliore Coreografia a Stephen Mear e Migliore Attrice non protagonista in un Musical a Josefina Gabrielle.

### Produzione di Toronto (2011)
Una nuova produzione di Sweet Charity viene annunciata a Toronto, con apertura tra il mese di marzo e aprile del 2011, ma viene successivamente annullata.

### Sydney (2014) e Tour australiano (2015)
Sweet Charity ottiene grande successo in Australia, in cui debutta nel nuovo Hayes Theatre Co a Potts Point di Sydney. È diretto da Dean Bryant e coreografato da Andrew Hallsworth, con Verity Hunt-Ballard nel ruolo di Charity, Martin Crewes nel ruolo di Charlie, Vittorio e Oscar. La protagonista del Musical vince nel 2014 il premio Helpmann per la Migliore Attrice protagonista in un Musical, ma anche Dean Bryant e Andrew Hallsworth vincono il premio Helpmann rispettivamente per la Migliore Direzione e la Migliore Coreografia; Martin Crewes viene nominato come il Miglior Attore Maschile e Debora Krizak nominata per la Migliore Attrice non protagonista. Lo spettacolo viene nominato anche per il Miglior Musical, mentre Andrew Worboys e Jessica James-Moody vengono nominati rispettivamente per la Migliore Direzione Musicale e per il Migliore Sound Design. Vince inoltre diversi premi per la Migliore Produzione di un Musical, la Migliore Performance di un'attrice nel ruolo principale in un Musical (Verity Hunt-Ballard) e la Migliore Performance di un'attrice non protagonista in un Musical (Debora Krizak). Lo spettacolo è poi trasferito alla Playhouse nel Teatro dell'Opera di Sydney dal 15 gennaio 2015 all'8 febbraio 2015. La produzione va anche a Canberra, Melbourne e Wollongong fino al marzo 2015.

### Londra (2015)
Dal 19 al 22 Agosto il Musical viene riproposto in concerto a Londra alla Cardogan Hall. Ad interpretare il ruolo di Charity è Denise Van Outen, con Michael Xavier nel triplice ruolo di Charlie, Oscar e Vittorio, Kimberley Walsh nel ruolo di Nikie, Kerry Ellis nel ruolo di Helene, Michael Simkins nel ruolo di Herman; nel cast ci sono anche Michael Simkins e Amy Perry. La direzione musicale è di Richard Balcombe, la coreografia di Matt Flint.

### Off-Broadway (2016)
Il 20 novembre 2016 il Musical riapre i battenti con una produzione Off-Broadway realizzata dalla compagnia The New Group al Pershing Square Signature Center. Il cast è composto da Sutton Foster nel ruolo di Charity, Asmeret Ghebremichael nel ruolo di Nickie, Shuler Hensley nel ruolo di Oscar ed Emily Padgett nel ruolo di Helene. Il Musical è diretto da Leigh Silverman e coreografato da Joshua Bergasse.

## Incisioni discografiche
Ci sono numerose registrazioni:
- 1966 - Sweet Charity - A New Musical Comedy con Gwen Verdon (Columbia Masterworks – KOS 2900)
- 1969 - Sweet Charity (Original Soundtrack Album) (Philips – 840 276 BY)
- 1986 - Sweet Charity Broadway Cast Album con Debbie Allen (EMI America – SV-17196)
- 1998 - Prima registrazione completa dello show condotta da Martin Yates (Digital Ter – CDTER2 1222)
- 2005 - Sweet Charity (The New Broadway Cast Recording) con Christina Applegate (DRG Theater – 94777)
- 2006 - Sweet Charity - Il Musical con Lorella Cuccarini (Triangle - TLSC 1106)